# Brownsville School Strike
Der Brownsville School Strike, auch bekannt als New York Teachers’ Strike, war ein Arbeitskampf zwischen der Lehrergewerkschaft UFT und der Stadtverwaltung unter Bürgermeister John V. Lindsay im Jahr 1968, in dem es um die Rassenintegration und die Dezentralisierung der Schulverwaltung in New York City ging. Durch den Streik waren 85 Prozent der 900 städtischen Schulen für 55 Tage geschlossen.

## Hintergrund
Für die amerikanische Bürgerrechtsbewegung war die Verbesserung der Schulbildung für Schwarze ein Kernanliegen, um die Gleichberechtigung für die afroamerikanische Bevölkerung zu erreichen. Die Integration von Schulen war dabei ein Hauptanliegen. Seit Anfang des 20. Jahrhunderts waren durch den Grundsatz separate but equal streng nach Hautfarbe getrennte Schulsysteme entstanden. Die schwarzen Schuldistrikte hatten eine wesentlich schlechtere finanzielle und personelle Ausstattung, wodurch die Ausbildungschancen für Afroamerikaner, und somit auch die Chancen zum wirtschaftlichen und sozialen Aufstieg, wesentlich eingeschränkt waren. Die Integration der Schulsysteme wurde daher als wesentlicher Aspekt gesehen, die Bildungschancen für Schwarze zu erhöhen, um auf diese Weise ihre Chancen auf Gleichberechtigung zu verbessern. Der Fall Brown v. Board of Education führte zum Verbot der Rassentrennung an Schulen durch den Obersten Gerichtshof der Vereinigten Staaten. Die Umsetzung der Rassenintegration im Bildungswesen führte wie im Falle der Little Rock Nine oft zu erheblichen Auseinandersetzungen.
Zwar war im Staat New York die Rassentrennung an Schulen auch schon vor Brown v. Board of Education offiziell verboten, doch gab es de facto eine Rassentrennung dadurch, dass die schwarze Bevölkerung in einigen Stadtbezirken konzentriert war, so dass die örtlichen Schulen weitgehend von Schwarzen besucht wurden. Die Schulbürokratie hingegen war überwiegend weiß und oft auch jüdisch und hochgradig zentralisiert, und schwarze Eltern beklagten sich, dass sie keine ausreichenden Mitspracherechte hätten. Studien, unter anderem von der Ford Foundation fanden, dass es psychologisch schädlich für afroamerikanische Kinder wäre, wenn sie sich einem rein weißen Lehrkörper und Schulverwaltung gegenüber sähen und forderten die Dezentralisierung der Schulverwaltung und stärkere Mitbestimmungsrechte der lokalen Bevölkerung.

## Verlauf
John V. Lindsay, der progressive Bürgermeister von New York City, sah den Bedarf für eine Dezentralisierung des Schulsystems und machte unter anderem Ocean Hill-Brownsville, zwei Ortsteile in Ost-Brooklyn, in denen mehrheitlich Schwarze wohnen, zu einem Pilotgebiet für die Schuldezentralisierung. Der neue schwarze Administrator für den Schulbezirk, Rhody McCoy, versetzte 13 Lehrer und sechs Mitarbeiter der Schulverwaltung, die meisten davon Juden, aus dem Schulbezirk. Die Lehrergewerkschaft UFT (United Federation of Teachers) unter der Führung von Albert Shanker erachtete die Versetzungen als illegal und rief zum Streik auf, in dessen Verlauf 85 Prozent der 900 städtischen Schulen für 55 Tage geschlossen wurden. Der Streik wurde erst beendet, als der Staat New York die Kontrolle über den Schulbezirk übernahm und McCoy und die lokale Schulverwaltung suspendierte.

## Folgen
Der Brownsville School Strike hatte tiefgreifende Folgen für das Schulwesen in New York City und die Beziehungen zwischen Juden und Afroamerikanern. Im Verlauf des Schulstreiks war es zu Anfeindungen gekommen, die sowohl rassistische als auch anti-semitische Obertöne hatten. Das Verhältnis zwischen Afroamerikanern und Juden, traditionell Verbündete im Kampf um mehr Bürgerrechte, wurde zumindest in New York nachhaltig gestört. Er stärkte die Tendenzen in der afroamerikanischen Bürgerrechtsbewegung, die statt Integration lieber auf Distanzierung von der weißen Bevölkerung, ganz im Sinne der Black-Power-Bewegung, setzte.
Ein wesentliches Element des Streiks war der Machterhalt der Schulbürokratie und der sie stützenden Gewerkschaft UFT. Ein Jahr nach dem Schulstreik, 1969, erließ der Staat New York tatsächlich ein Gesetz zur Dezentralisierung des Schulwesens in New York City. Die Zustimmung der Gewerkschaften, die gestärkt aus dem Schulstreik von 1968 gegangen waren, wurde dadurch erreicht, dass die Gewerkschaft großen Einfluss auf die Besetzung von Lehrerstellen und das Schulsystem erhielt. Die lokalen School Boards wurden zu Zentren von Nepotismus und Korruption und die Leistungsfähigkeit des Schulsystems in New York City ließ dramatisch nach, mit Folgen, die bis heute zu spüren sind. 1996 wurden Teile der Dezentralisierung rückgängig gemacht.